# Ivo Mozart
Ivo Mozart (São Paulo, 10 de janeiro de 1986) é um empresário, cantor, músico e compositor pop brasileiro. Ficou conhecido pela canção Vagalumes junto com a banda Pollo, que foi trilha sonora da telenovela Sangue Bom, exibida pela Rede Globo.

## Carreira
Ivo possui canções de sucesso como, Mocinho do Cinema e Anjos de Plantão. Atualmente possui 3 álbuns, "Ivo Mozart (2011)" lançado de forma independente, "Ivo Mozart (2013)" lançado pela gravadora Radar Records e "29 (2015)", pela gravadora Deckdisc. Suas músicas representam grande sucesso também no quesito temas de novela,  em grandes emissoras nacionais como a Globo e SBT o cantor coleciona atualmente cinco hits que foram escolhidos para representar personagens das tramas, também no filme Ayahuasca, Expansão da Consciência disponível no Canal GNT.
Compôs junto com o vocalista da banda de reggae brasileira Planta e Raíz Zeider, com o músico e compositor Bruno Caliman e com o  compositor Tato a música Romântico Anônimo, que foi gravada e interpretada na voz da dupla de música sertaneja e country brasileira Marcos & Belutti Dentre suas produções artista fez parte da composição musical de sucesso Energia Surreal cantada por Thiaguinho, contam também com a participação de composição do artista a canção Mil Estrelas, interpretada pela cantora pop Paula Lima. 

## Filantropia
O cantor atuante em projetos sociais como o desenvolvido por ele próprio “Corrente do Sorriso”, que passou por diversas escolas públicas do Brasil com o objetivo de levar alegria e esperança aos estudantes de todas as idades. Através de suas próprias experiências, o artista leva lições de vida e música para inspirar e incentivar os jovens a não desistirem dos seus sonhos. O projeto já foi divulgado em rede nacional em programas como Encontro com Fátima Bernardes e De Frente com Gabi.

## Discografia

### Álbuns
- Ivo Mozart - EP (2013)
- 29 (2015)

### Singles
- Mocinho do Cinema (2011)
- Tudo que Eu Quero (2012)
- Vagalumes (2013) #7
- Anjos de Plantão (2013) #20[6]
- O que é que eu Faço pra Tirar Você da Minha Cabeça? #16 (2014)
- A Festa (2014) #23
- Quer um Beijo Meu? (2015) #92
- Se Namorar (2016)

Trabalhos como compositor
Mocinho do Cinema  - Ivo Mozart
Tudo que Eu Quero  - Ivo Mozart
O que é que eu Faço pra Tirar Você da Minha Cabeça - Ivo Mozart  (Ivo Mozart - Ivo Mozart - 2013)
Vagalumes   - Ivo Mozart (Ivo Mozart - Ivo Mozart - 2013)
Romântico Anônimo - Ivo Mozart  - Zeider - Bruno Caliman - Tato  (Marcos e Belutti - Acústico Tão Feliz (ao vivo) - 2015)
Amor Sob Medida - Roupa Nova - (Ivo Mozart - Samuel Deolli - Lucas Santos) - (Novas do Roupa - 2019)

## Prêmios e indicações
| Ano  | Prêmio                  | Categoria                                    | Resultado |
| ---- | ----------------------- | -------------------------------------------- | --------- |
| 2013 | Meus Prêmios Nick       | Música do Ano "Pollo e Ivo Mozart-Vagalumes" | Venceu    |
| 2014 | Prêmio Multishow        | Experimente (Indicado na 1° Fase)            | Indicado  |
| 2014 | Prêmio Multishow        | Melhor Cantor (Indicado na 1° Fase)          | Indicado  |
| 2014 | Prêmio Jovem Brasileiro | Música                                       | Venceu    |
| 2014 | Meus Prêmios Nick       | Cantor Favorito                              | Indicado  |
| 2014 | Meus Prêmios Nick       | Música do Ano "Anjos de Plantão"             | Indicado  |
| 2014 | Prêmio Rock Show        | Revelação                                    | Indicado  |